# Ciecierówka
Ciecierówka (prononciation : [t͡ɕet͡ɕeˈrufka]) est un village polonais de la gmina de Rzeczniów dans le powiat de Lipsko de la voïvodie de Mazovie dans le centre-est de la Pologne.
Il se situe à environ 7 kilomètres au nord-ouest de Rzeczniów (siège de la gmina), 20 kilomètres à l'ouest de Lipsko (siège du powiat) et à 118 kilomètres au sud de Varsovie (capitale de la Pologne).

## Histoire
De 1975 à 1998, le village appartenait administrativement à la voïvodie de Radom.